# Aoranthe cladantha
Aoranthe cladantha là một loài thực vật có hoa trong họ Thiến thảo. Loài này được (K.Schum.) Somers mô tả khoa học đầu tiên năm 1988.